# نهر بالو
نهر بالو (بالإندونيسية: Sungai Palu)‏ هو نهر في سولاوسي، إندونيسيا. 41٪ من منطقة حوض النهر مغطاة بغابة الجبال الاستوائية المحمية في منتزه لور ليندو الوطني.